# Chac Mool (relato)
Chac Mool es un relato del escritor mexicano Carlos Fuentes, publicado por primera vez dentro de la antología Los días enmascarados, Editorial Novaro, México, 1954.

## Sinopsis

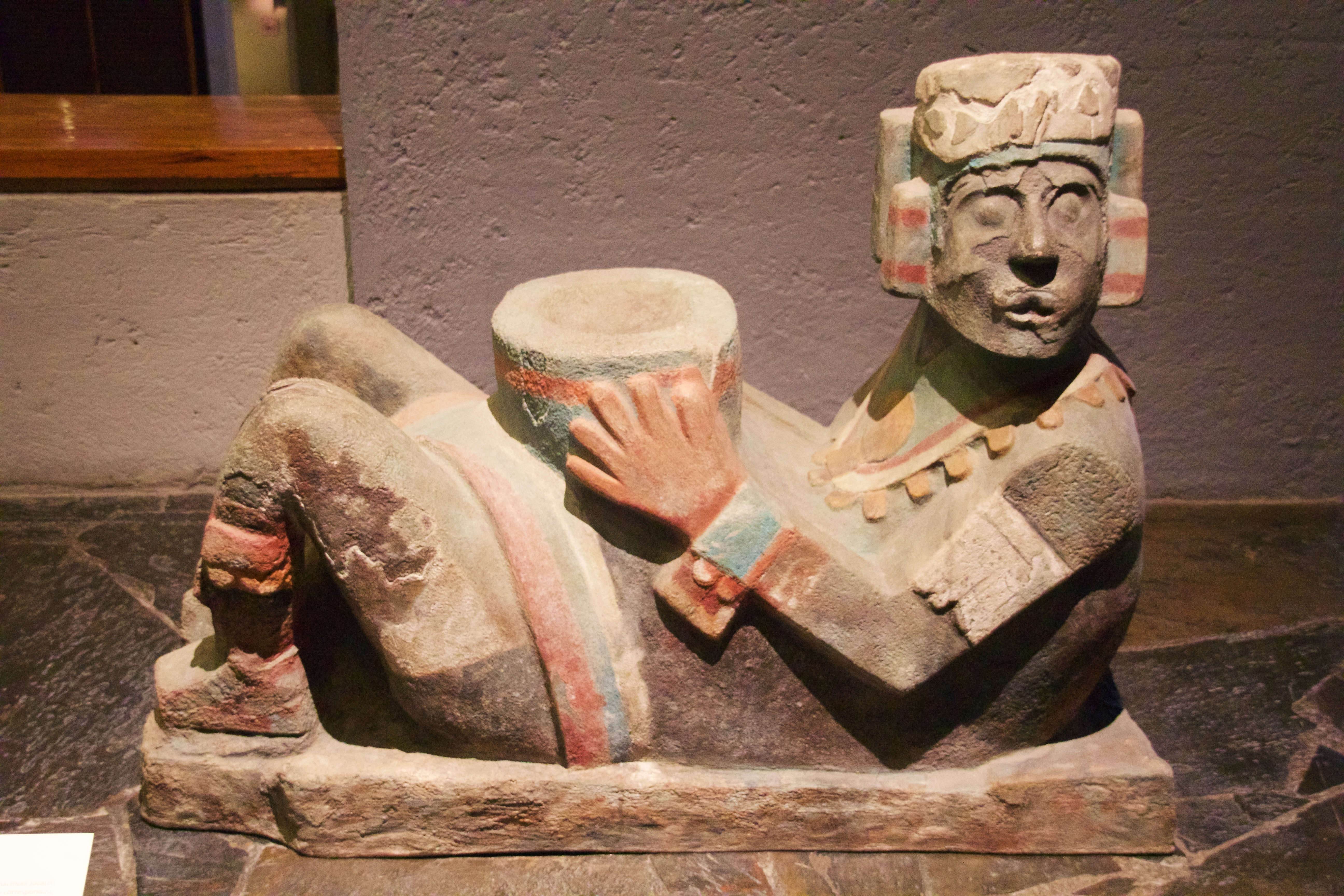
Estatua de Chacmool en el museo de sitio de las ruinas del Templo Mayor de Tenochtitlán, ubicadas en el Centro Histórico de la Ciudad de México.

Filiberto, un hombre de cuarenta años, solitario, amante de las antigüedades prehispánicas mexicanas, empleado en una oficina gubernamental de Ciudad de México, muere ahogado en Acapulco. Su amigo —quien narra la historia—, va a buscar sus restos y en el viaje de regreso a la ciudad lee el diario personal de Filiberto. La transcripción de este diario es el núcleo argumental del relato.

Los párrafos iniciales corresponden a días rutinarios, con referencias a encuentros con amigos y reflexiones melancólicas sobre el paso del tiempo y los destinos individuales. Este contenido variará luego de que Filiberto adquiriera una antigua figura de piedra de Chac mool, que con el paso de los días se transformará en un ser vivo. El dios ejercerá un control creciente hasta llegar a dominar por completo a Filiberto, quién buscará liberarse de esta esclavitud huyendo a Acapulco, donde encontrará la muerte.

## Temas
El autor recurre a la convención literaria del doble para marcar el arribo del pasado indígena de México en el presente de la capital del país. La llegada de este elemento del pasado le permite al autor reflexionar acerca de la identidad actual del país y sus fundamentos.
De acuerdo con el autor, la trama está inspirada en noticias que reportaron la coincidencia de un episodio de abundantes lluvias con la llegada a una exhibición en Europa de la deidad maya de la lluvia, durante 1952.
Se ha analizado el paralelismo entre este relato y Casa tomada, del argentino Julio Cortázar. En ambos casos existe una entidad, maligna u ominosa, que invade y se apropia del espacio de la casa familiar. En ambos casos los personajes están muy apegados a esa casa de la que finalmente tienen que huir.